# NGC 3335
NGC 3335 (również PGC 31706) – galaktyka spiralna z poprzeczką (SB0-a), znajdująca się w gwiazdozbiorze Hydry. Odkrył ją Frank Muller w 1886 roku.